# Cuprum Gorzów
Il Cuprum Gorzów è una società pallavolistica maschile polacca con sede a Gorzów Wielkopolski: milita nel campionato polacco di Polska Liga Siatkówki.

## Storia
Il Miejski Klub Sportowy Cuprum Lubin viene fondato nel 2001, venendo iscritto alla IV Liga, quinto livello del campionato polacco, dalla quale inizia la propria scalata alla massima serie: nel 2003 viene promosso in III Liga, nel 2007 arriva ancora una promozione in II Liga e quattro anni più tardi quella in I Liga, categoria cadetta, dove milita per tre annate, prima di essere ammesso in Polska Liga Siatkówki in seguito all'aggiunta di due squadre partecipanti.
Con l'ammissione in massima serie il club, come da regolamento, inizia ad operare come società per azioni, cambiando la propria denominazione in Cuprum Lubin: arriva così l'esordio nella Polska Liga Siatkówki 2014-2015, chiusa in settima posizione, dopo aver disputato anche i play-off scudetto. Rimane nella medesima serie anche per le nove stagioni successive, senza andare oltre il quinto posto in classifica.
Nel 2024, a seguito di difficoltà finanziarie, la società si unisce al Volleyball Gorzów, cambiando denominazione in Cuprum Gorzów e trasferendo sede e attività sportive a Gorzów Wielkopolski.

## Rosa 2024-2025
| N° | Nome                   | Ruolo | Data di nascita   | Nazionalità sportiva |
| -- | ---------------------- | ----- | ----------------- | -------------------- |
| 1  | Hubert Węgrzyn         | C     | 6 gennaio 2000    | Polonia              |
| 4  | Seweryn Lipiński       | C     | 13 febbraio 2001  | Polonia              |
| 5  | Wojciech Ferens        | S     | 5 aprile 1991     | Polonia              |
| 6  | Adam Lorenc            | O     | 30 ottobre 1998   | Polonia              |
| 9  | Robert Täht            | S     | 15 agosto 1993    | Estonia              |
| 10 | Mathijs Desmet         | S     | 28 gennaio 2000   | Belgio               |
| 11 | Marcin Kania           | C     | 14 febbraio 1996  | Polonia              |
| 16 | Chizoba Neves          | O     | 25 luglio 1997    | Brasile              |
| 18 | Maksymilian Granieczny | L     | 7 luglio 2005     | Polonia              |
| 21 | Kamil Kwasowski        | S     | 13 settembre 1990 | Polonia              |
| 23 | Wojciech Więcławski    | O     | 17 aprile 2005    | Polonia              |
| 92 | Kamil Dembiec          | L     | 7 febbraio 1992   | Polonia              |
| 94 | Przemysław Stępień     | P     | 7 febbraio 1994   | Polonia              |
| 98 | Vuk Todorović          | P     | 23 aprile 1998    | Serbia               |
| 99 | Jakub Strulak          | C     | 12 maggio 2001    | Polonia              |

## Denominazioni precedenti
- 2001-2014: Miejski Klub Sportowy Cuprum Lubin
- 2014-2024: Cuprum Lubin